# 가라테 키드 (비디오 게임)
가라테 키드는 LJN에서 제작하고 아틀라스에서 NES용으로 개발한 비디오 게임이다. 게임은 베스트 키드 시리즈 중 첫번째와 두번째 베스트 키드 영화의 줄거리 요소를 느슨하게 따른다.

## 게임 플레이
게임에는 4개의 레벨이 있으며 각 레벨의 목표는 가라테로 학생부터 깡패에 이르기까지 다양한 적을 물리치는 것이다. 적들이 쓸데없이 허공에 주먹질을 하는 경향이 있어 때문에 저지대에 있는 것이 유리하다.

### 레벨 1: 카라테 토너먼트
게임은 다니엘 라루소가 All Valley Karate Tournament(첫 번째 베스트 키드 영화의 클라이막스 장소)에서 싸우는 것으로 시작된다. 다음 스테이지로 진출하기 위해서는 4명의 보스를 거쳐야 한다. 상대방의 에너지 바는 플레이어가 적을 상대하는 진도에 따라 증가하며, 마지막 싸움은 영화에서 나온, 조니 로렌스와 싸우는 것이다.

### 레벨 2: 다니엘-상과 오키나와
레벨 2는 베스트 키드 2 영화의 배경인 오키나와를 바탕으로 한다. 시작한 후에는 레벨 4까지 진행할 때까지 무작위로 깡패를 때려눕혀야 한다.
깡패들을 때려눕힐 때마다 "C"으로 대표되는 크레인 킥과 "D"으로 대표되는 드럼 펀치를 수집할 수 있다. 이들 글자들은 체력바를 먹으면 체력이 3~4칸씩 회복되며, 얼음 블록을 부수거나, 젓가락으로 파리를 잡거나, 흔들리는 망치를 피하여 얻을 수 있다.
때문에 체력이 부족하다 싶으면 저지대에서 대기해서 밑으로 내려오려는 적들을 잡아주면 금방 회복할 수 있다. 낮은 확률로 2~4스테이지 중간에 노인이나 소녀가 뜨는데 이것에 닿으면 체력을 완전히 채워준다.
그 외에도 들어갈 수 있는지 조차 알 수 없는 입구들이 다수 있다.

### 레벨 3: 태풍이 닥치다
레벨 3은 태풍이 부는 오키나와를 배경으로 하며, 레벨 2와 동일한 레벨 구성이다.
태풍은 강한 바람을 일으켜 플레이어의 점프를 방해하고 각종 물체(막대기, 새)가 공중을 날아다니며 플레이어의 체력바를 줄이려 한다. 그러나 추가 점수를 위해 공격할 수 있으며, 보스는 토구치 초젠 인데 보스를 이길 필요는 없고 위의 소녀만 구하면 된다.

### 레벨 4: 초젠에서의 마지막 결투
마지막 무대는 태풍이 지나간 후의 오키나와 축제다. 플레이어들은 새로운 의상을 입게 되며 무작위 적들은 이제 더 강해져 두 번의 공격을 필요로 한다. 또한 창병이 나오기도 해 더 많은 공격을 요하기도 한다.
최종보스는 토구치 초젠이며, 오른쪽의 여자와 대전 동안 수시로 접촉하지 않으면 무대에서 미끄러져 익사하여 게임오버가 된다.
이후에는 미스터 미야기의 커다란 이미지와 함께 "당신은 다니엘-상을 조종해 모든 어려움을 성공적으로 이겨내고 무술의 달인이 되었스무니다!"라고 말하는 것처럼 보이도록 설계되었다. 이 말을 한 후 미야기는 플레이어에게 윙크를 한다.